# Megaleuctra sierra
Megaleuctra sierra är en bäcksländeart som beskrevs av Fields 1977. Megaleuctra sierra ingår i släktet Megaleuctra och familjen smalbäcksländor. Inga underarter finns listade i Catalogue of Life.